# Nicolás Fonseca
Nicolás Fonseca (Napoli, 19 ottobre 1998) è un calciatore uruguaiano con cittadinanza italiana, centrocampista del León.

## Biografia
Nato a Napoli, è il figlio dell'ex calciatore Daniel Fonseca. Ha un fratello minore, Matias, anche lui calciatore.

## Carriera
Inizia a giocare nelle giovanili del Milan, per poi approdare a quelle del Novara. Ha debuttato in prima squadra il 2 dicembre 2018, nell'incontro di Serie C pareggiato per 1-1 sul campo della Virtus Entella. Rimasto svincolato nel gennaio 2020, quasi due anni dopo ha firmato con il River Plate (M), con il quale ha esordito in Primera División il 10 aprile 2022, giocando l'incontro vinto per 4-1 contro l'Albion. Nel corso della medesima stagione ha anche giocato 4 partite in Coppa Sudamericana.

## Statistiche

### Presenze e reti nei club
Statistiche aggiornate al 23 ottobre 2024.
| Stagione                    | Squadra                     | Campionato                  | Campionato | Campionato | Coppe nazionali | Coppe nazionali | Coppe nazionali | Coppe continentali | Coppe continentali | Coppe continentali | Altre coppe | Altre coppe | Altre coppe | Totale | Totale |
| Stagione                    | Squadra                     | Comp                        | Pres       | Reti       | Comp            | Pres            | Reti            | Comp               | Pres               | Reti               | Comp        | Pres        | Reti        | Pres   | Reti   |
| --------------------------- | --------------------------- | --------------------------- | ---------- | ---------- | --------------- | --------------- | --------------- | ------------------ | ------------------ | ------------------ | ----------- | ----------- | ----------- | ------ | ------ |
| 2018-2019                   | Novara                      | C                           | 7          | 0          | CI+CI-C         | 1+1             | 0               | -                  | -                  | -                  | -           | -           | -           | 9      | 0      |
| 2019-gen. 2020              | Novara                      | C                           | 9          | 0          | CI+CI-C         | 1+1             | 0               | -                  | -                  | -                  | -           | -           | -           | 11     | 0      |
| Totale Novara               | Totale Novara               | Totale Novara               | 16         | 0          |                 | 4               | 0               |                    | -                  | -                  |             | -           | -           | 20     | 0      |
| gen.-lug. 2022              | River Plate (M)             | PD                          | 2          | 0          | -               | -               | -               | CS                 | 5                  | 0                  | -           | -           | -           | 7      | 0      |
| lug.-dic. 2022              | Montevideo Wanderers        | PD                          | 13         | 0          | CU              | 2               | 0               | -                  | -                  | -                  | -           | -           | -           | 15     | 0      |
| 2023                        | Montevideo Wanderers        | PD                          | 33         | 1          | CU              | 1               | 0               | -                  | -                  | -                  | -           | -           | -           | 34     | 1      |
| Totale Montevideo Wanderers | Totale Montevideo Wanderers | Totale Montevideo Wanderers | 46         | 1          |                 | 3               | 0               |                    | -                  | -                  |             | -           | -           | 49     | 1      |
| 2024                        | River Plate                 | PD                          | 8          | 0          | CA+CdL          | 1+12            | 0+0             | CL                 | 7                  | 1                  | SA          | -           | -           | 28     | 1      |
| Totale carriera             | Totale carriera             | Totale carriera             | 72         | 1          |                 | 20              | 0               |                    | 12                 | 1                  |             | -           | -           | 104    | 2      |

### Cronologia presenze e reti in nazionale
| Cronologia completa delle presenze e delle reti in nazionale ― Uruguay | Cronologia completa delle presenze e delle reti in nazionale ― Uruguay | Cronologia completa delle presenze e delle reti in nazionale ― Uruguay | Cronologia completa delle presenze e delle reti in nazionale ― Uruguay | Cronologia completa delle presenze e delle reti in nazionale ― Uruguay | Cronologia completa delle presenze e delle reti in nazionale ― Uruguay | Cronologia completa delle presenze e delle reti in nazionale ― Uruguay | Cronologia completa delle presenze e delle reti in nazionale ― Uruguay |
| Data                                                                   | Città                                                                  | In casa                                                                | Risultato                                                              | Ospiti                                                                 | Competizione                                                           | Reti                                                                   | Note                                                                   |
| ---------------------------------------------------------------------- | ---------------------------------------------------------------------- | ---------------------------------------------------------------------- | ---------------------------------------------------------------------- | ---------------------------------------------------------------------- | ---------------------------------------------------------------------- | ---------------------------------------------------------------------- | ---------------------------------------------------------------------- |
| 10-9-2024                                                              | Maturín                                                                | Venezuela                                                              | 0 – 0                                                                  | Uruguay                                                                | Qual. Mondiali 2026                                                    | -                                                                      | 88’                                                                    |
| 11-10-2024                                                             | Lima                                                                   | Perù                                                                   | 1 – 0                                                                  | Uruguay                                                                | Qual. Mondiali 2026                                                    | -                                                                      |                                                                        |
| 15-10-2024                                                             | Montevideo                                                             | Uruguay                                                                | 0 – 0                                                                  | Ecuador                                                                | Qual. Mondiali 2026                                                    | -                                                                      | 82’ 84’                                                                |
| 10-6-2025                                                              | Montevideo                                                             | Uruguay                                                                | 2 – 0                                                                  | Venezuela                                                              | Qual. Mondiali 2026                                                    | -                                                                      | 87’                                                                    |
| Totale                                                                 |                                                                        | Presenze                                                               | 4                                                                      |                                                                        | Reti                                                                   | 0                                                                      |                                                                        |